# Johan Gómez
Johan Arath Gómez (* 23. Juli 2001 in Arlington, Texas) ist ein US-amerikanisch-mexikanischer Fußballspieler.

## Karriere

### Vereine
Nach seinen Anfängen beim Solar Soccer Club in Dallas schloss er sich im Sommer 2013 der Jugendakademie des FC Dallas an. Im Frühjahr des Jahres 2019 kam er für das Farmteam seines Vereins, dem North Texas SC zu seinen ersten sechs Einsätzen im Seniorenbereich in der USL League One. Im Sommer 2019 erfolgte sein Wechsel in die Jugendakademie des FC Porto. Für seinen Verein bestritt er drei Spiele in der Saison 2019/20 in der UEFA Youth League und 23 Spiele in der Segunda Liga, bei denen ihm ein Treffer gelang.  
Zur Saison 2021/22 wechselte er zum Drittligisten FSV Zwickau.
Im Sommer 2023 wechselte er zum Zweitligisten Eintracht Braunschweig.

### Nationalmannschaft
Gómez absolvierte für die U-20 des US-amerikanischen Fußballverbandes im Jahr 2019 zwei Spiele, bei denen ihm ein Tor gelang.